# Lista de presidentes da Junta de Freguesia de Santa Catarina da Fonte do Bispo
Lista dos presidentes da Junta de Freguesia de Santa Catarina da Fonte do Bispo, de 1881 até 2008:

## Desde aRevolução de 25 de Abril de 1974
- 2002 - Leonardo António Gonçalves Martins (3 de Janeiro)
- 1998 - Manuel de Jesus Martins
- 1994 - Manuel de Jesus Martins
- 1990 - Manuel de Jesus Martins (2 de Janeiro)
- 1986 - Manuel Policarpo da Conceição Martins (2 de Janeiro)
- 1982 - Alberto Santos Pereira Rocha (31 de Dezembro)
- 1980 - Manuel Policarpo da Conceição Martins (4 de Janeiro)
- 1977 - José Martins Pereira (15 de Janeiro)
- 1974 - João de Jesus Estêvão (30 de Novembro)

## Estado Novo
- 1972 - Alberto Santos Pereira Rocha (3 de Janeiro)
- 1968 - Vitorino Miguel de Jesus
- 1965 - Vitorino Miguel de Jesus
- 1963 - (sem dados)
- 1959 - Silvestre Joviano Picoito
- 1956 - José Miguel Francisco
- 1955 - Vitorino Miguel
- 1951 - Vitorino Miguel
- 1945 - Joaquim Alberto Viegas (25 de Novembro)
- 1942 - José Custódio
- 1938 - Joaquim Alberto Viegas (2 de Janeiro)
- 1935 - Manuel Viegas Guerreiro (19 de Julho)

## Ditadura Militar
- 1933 - José Gago Silvério (26 de Junho)
- 1931 - Vitorino Miguel (Junho)
- 1929 - Joaquim Alberto Viegas (Setembro)
- 1928 - Vitorino Miguel (8 de Outubro)
- 1926 - António Maria Gomes (28 de Julho)

## 1ª Primeira República
- 1923 - João António Pacheco
- 1922 - João Viegas Calvinho (4 de Maio)
- 1921 - Alfredo Ladislau da Silva Nobre (3 de Novembro)
- 1920 - João Viegas Calvinho (1 de Outubro)
- 1919 - Artur Horta (19 de Março), Alfredo Ladislau da Silva Nobre (6 de Novembro)
- 1918 - José Viegas Pires da Graça, José de Jesus Madeira (17 de Abril)
- 1914 - José Viegas Pires da Graça
- 1910 - Padre Apolinário José de Sousa Leiria, Francisco Domingues (9 de Novembro)

## Regime Liberal
- 1909 - Padre Apolinário José de Sousa Leiria
- 1905 - Padre Apolinário José de Sousa Leiria
- 1902 - Padre Apolinário José de Sousa Leiria
- 1899 - Padre Apolinário José de Sousa Leiria
- 1898 - Padre Apolinário José de Sousa Leiria
- 1896 - Padre Manuel José de Oliveira, Padre Apolinário José de Sousa Leiria (10 de Agosto)
- 1895 - Padre Manuel José de Oliveira (Agosto)
- 1893 - Padre João Inácio Machado
- 1890 - Padre João Inácio Machado
- 1887 - Manuel de Sousa Carrusca, Padre João Inácio Machado (17 de Fevereiro)
- 1886 - Manuel de Sousa Carrusca
- 1885 - João Manuel da Horta
- 1884 - Não há eleição neste ano.
- 1883 - João Manuel da Horta
- 1882 - João Manuel da Horta
- 1881 - João Manuel da Horta